# Zyras irangicola
Zyras irangicola – gatunek chrząszcza z rodziny kusakowatych i podrodziny rydzenic.
Gatunek ten opisał po raz pierwszy w 1996 roku Roberto Pace na łamach „Revue suisse de Zoologie”. Jako lokalizację typową wskazano Irangi Forest w kenijskim hrabstwie Embu.
Chrząszcz o błyszczącym, wydłużonym w zarysie ciele długości 4,8 mm. Głowa jest brązowo ubarwiona, z wierzchu wysklepiona, wyraźnie siateczkowana, o punktowaniu wyraźnym z wyjątkiem niepunktowanej linii wzdłuż środka. Czułki mają człony pierwszy, drugi i trzeci rudożółte, pozostałe człony zaś rudobrązowe. Rude przedplecze jest wyraźnie siateczkowane i wyraźnie punktowane z wyjątkiem niepunktowanej i niesiateczkowanej linii wzdłuż środka. Również rude pokrywy mają powierzchnię pokrytą wyraźnym siateczkowaniem i punktowaniem. Kolor odnóży jest rudożółty. Odwłok jest rudy, u samca o szóstym z wolnych urotergitów zaopatrzonym w pośrodkowy guzek.
Owad afrotropikalny, znany wyłącznie z Kenii. Spotkany na rzędnych 2100 m n.p.m.